# Andrew Leeds
Andrew Jacob S. Leeds (Sídney, 19 de septiembre de 1964) es un ex–jugador australiano de rugby y rugby League que se desempeñaba como fullback.

## Carrera
Debutó en la primera del New South Wales RU en 1983 y jugó con en él hasta 1988 cuando dejó el rugby a 15 para jugar profesionalmente al rugby League. En 1997 regresó al ya profesional rugby a 15, para ser contratado por los Leicester Tigers de la Premiership Rugby por una temporada, se retiró al finalizar su contrato.

## Selección nacional
Fue convocado a los Wallabies por primera vez en septiembre de 1986 para enfrentar a los All Blacks y disputó su último partido en diciembre de 1988 ante la Azzurri. En total jugó 14 partidos y marcó 43 puntos.

### Participaciones en Copas del Mundo
Solo disputó una Copa del Mundo: Nueva Zelanda 1987 donde los Wallabies fueron derrotados en semifinales ante Les Bleus con el legendario try de Serge Blanco en el último minuto. Leeds fue suplente y jugó contra los Estados Unidos y ante los Dragones rojos en el partido por el tercer puesto.
| Mundial                       | Sede          | Resultado     | PJ | Tries |
| ----------------------------- | ------------- | ------------- | -- | ----- |
| Copa Mundial de Rugby de 1987 | Nueva Zelanda | Cuarto puesto | 2  | 2     |